# Phyllostomus discolor
Phyllostomus discolor е вид прилеп от семейство Американски листоноси прилепи (Phyllostomidae). Видът не е застрашен от изчезване.

## Разпространение
Разпространен е в Белиз, Бразилия, Венецуела, Гватемала, Гвиана, Колумбия, Коста Рика, Мексико, Никарагуа, Панама, Перу, Салвадор, Суринам, Тринидад и Тобаго, Френска Гвиана и Хондурас.

## Описание
Теглото им е около 36,7 g. Имат телесна температура около 34,6 °C.
Продължителността им на живот е около 9 години. Популацията на вида е стабилна.